# 숭모각
숭모각(崇慕閣)은 세종특별자치시 세종동에 있는 건축물이다. 2014년 9월 30일 세종특별자치시의 향토문화유산 제35호로 지정되었다.

## 개요
숭모각(崇慕閣)은 고려 말 무신(武臣)이었던 임난수(林蘭秀, 1342~1407)와 부안임씨(扶安林氏)의 시조 임팔급(林八及)을 포함하여 14명의 위패(位牌)를 모시고 제사(祭祀)를 지내는 사당(祠堂)이다.
임난수는 고려 말에 최영(崔瑩, 1316~1388)장군과 함께 1374년 탐라(耽羅)에서 일어난 목호의 난(牧胡-亂)을 평정하는데 공을 세운 장군으로 고려가 멸망하자 충청남도 공주목 삼기촌(현재 세종특별자치시 세종리)에 내려와 여생을 보냈다. 조선의 태조(太祖) 이성계(李成桂, 1335~1408)가 벼슬을 주며 여러 번 청했으나 고려에 대한 충절(忠節)을 지켰다고 한다. 당시 임난수가 심었다고 알려진 것이 '연기 세종리 은행나무(세종특별자치시 기념물 제8호)'로 숭모각 앞에 우뚝 서서 600년이 지난 지금도 무성하게 자라고 있다. 그 밖에 임난수와 관계된 유적으로는 둘째 아들 임목(林穆, 1371~1448)이 불사이군(不事二君)의 뜻을 기리기 위해 지은 '나성 독락정(羅城 獨樂亭, 세종특별자치시 문화재자료 제8호)'과 '임씨가묘(林氏家廟, 세종특별자치시 향토문화유산 42호)'가 있다.
1407년(태종 7년) 임난수가 죽자 연기현 동촌 불파미(燕岐縣 東村 佛波尾, 현재 세종시 연동면 다솜리 산28)에 묘를 썼다. 1419년(세종 1)에는 임난수의 위패를 4대(代)가 넘어도 땅에 묻지 않는 불천지위(不遷之位)로 모시게 하고 신장(申檣, 1382~1433)에게 지시하여 ‘林氏家廟(임씨가묘)’라 쓴 현판(懸板)과 토지를 내렸으며, 1430년(세종 12) 현재 숭모각이 있는 위치에 임씨가묘를 지었다. 독락정에서 북쪽으로 약 70m 떨어진 곳에는 1710년(숙종 36)에는 지역의 유림(儒林)들과 임난수의 후손들에 의해 기호서사(岐湖書舍)라는 사당이 따로 만들어져 임난수와 임목의 제사를 지냈는데 흥선대원군(興宣大院君, 1820~1898)이 1868년(고종 5)에 내린 서원철폐령(書院撤廢令)에 따라 기호서사가 없어질 위기에 처하자 불천지위인 임난수의 위패를 임씨가묘에서 기호서사로 옮기고 이름도 임씨가묘로 바꿈으로써 철폐를 피하였다고 한다. 그 후 임씨가묘와 기호서사가 모두 없어졌다가 일제강점기인 1923년 임씨가묘(현재 숭모각) 자리에 '林氏家廟遺址(임씨가묘유지)'라는 비석을 세웠고, 1964년 숭모각을 지었으며, 1988년 기호사서가 있던 자리에는 임씨가묘를 지었다.
숭모각은 정면 5칸, 측면 3칸의 규모로 공포(栱包)를 세 층이나 쌓은 다포형식(多包形式)에 겹처마와 맞배지붕을 하고 있다. 정면에는 ‘崇慕閣(숭모각)’이라는 현판이 걸려있고 사당의 오른쪽에는 '임씨가묘유지' 비석이 세워져 있다. 외부는 삼문(三門)과 담으로 둘러져 있다.

## 현지 안내문
고려 말의 충신 임난수(林蘭秀, 1342~1407) 장군을 제향하는 사당이다. 임난수는 부안임씨로 1342년에 출생하여 고위 관직을 두루 거쳐, 고려 말 최영 장군과 함께 탐라(제주도)를 정벌하는데 큰 공을 세웠다. 조선이 건국되자 두 임금을 모시지 않겠다고 하여 관직을 버리고 충청도 공주목 삼기촌 금강변으로 내려와 여생을 보냈다. 이때 심은 은행나무 두 그루는 600여 년이 지난 오늘까지 무성하게 자라고 있어 세종시 기념물 제8호로 지정 관리되고 있다. 그가 고려 왕조를 향하여 절을 했던 전월산 부왕봉과 상려암도 유적으로 남아 있다.
사당에는 임난수 장군의 그림이 걸려 있었는데 임진왜란 때에 소실되었다. 당시의 그림은 임난수 장군이 탐라를 정벌하던 때에 외적에게 잘린 손을 화살집에 넣어 메고 싸우던 모습이었다고 한다. 세종은 그의 충절을 가상히 여겨 '임씨가묘(林氏家廟)'라 쓴 현판과 토지를 하사하였다.
조선 후기 흥선대원군의 서원 철폐령으로 임씨 가묘였던 기호서사를 부수자 1923년 이곳에 기념비를 건립하였고, 1957년 서울 시공관에서 전국 부안 임씨 총회를 거쳐 숭모각 복원을 추진한 끝에 1964년 복원을 마쳤다. 내부에는 부안 임씨 시조 임팔급을 비롯한 14명의 위패가 모셔져 있다.

## 같이 보기
- 임난수